# Bình Sơn, Quỳnh Lưu
Bình Sơn là một xã của huyện Quỳnh Lưu, tỉnh Nghệ An, Việt Nam. Xã được thành lập theo Nghị quyết số 1243/NQ-UBTVQH15 ngày 24 tháng 10 năm 2024 của Ủy ban Thường vụ Quốc hội trên cơ sở sáp nhập 3 xã  Quỳnh Hưng, Quỳnh Bá và Quỳnh Ngọc, có hiệu lực từ ngày 1 tháng 12 năm 2024.